# Giulio Paolini
Giulio Paolini (Génova, 5 de noviembre de 1940) es un artista, pintor y escultor italiano, cuya producción se inscribe en un ámbito de investigación de carácter conceptual. Vive y trabaja en Turín.

## Biografía
Tras pasar la infancia en Bérgamo, en 1952 se traslada con la familia a Turín. Asiste al Istituto Tecnico Industriale Statale per le Arti Grafiche e Fotografiche y se diploma en 1959 en la sección de Gráfica. Desde su juventud se interesa por el arte, en un primer momento frecuentando museos y galerías y consultando periódicos de arte, luego, hacia finales de los años cincuenta, experimentando los primeros ensayos pictóricos. El descubrimiento de la gráfica moderna durante los estudios y la presencia en casa de revistas de arquitectura –el hermano mayor, Cesare (1937-1983), es arquitecto, autor del premiado Sacco– contribuyen a dirigirlo hacia una línea de investigación cuyo objetivo es la anulación de la imagen. En 1960 realiza su primera obra, Disegno geometrico [Dibujo geométrico], que consiste en trazar con tinta las líneas de encuadre en la superficie de un lienzo pintado con témpera blanca. Este gesto preliminar a cualquier representación seguirá siendo el punto de “eterno retorno” del universo de pensamiento paoliniano: momento tópico e instante originario que revela el artista a sí mismo, representa el fundamento conceptual de todo su trabajo futuro.
En los primeros años sesenta Paolini desarrolla su propia investigación enfocando la atención en los mismos elementos componentes del cuadro, en los instrumentos del pintor y en el espacio de la representación. En su primera exposición personal, en 1964 en Roma en la Galleria La Salita dirigida por Gian Tommaso Liverani, presenta una serie de paneles de madera en bruto apoyados en la pared, que sugieren la idea de una exposición en preparación. La exposición es visitada por Carla Lonzi y Marisa Volpi, que de allí a poco escribirían los primeros textos críticos sobre el joven artista. En 1965 Paolini introduce la fotografía, que le permite extender su propia investigación a la relación entre autor y obra (Delfo, 1965; 1421965, 1965). En el mismo año, gracias a Carla Lonzi, conoce a Luciano Pistoi, propietario de la Galleria Notizie en Turín, que lo introduce en un nuevo círculo de amigos y coleccionistas y se convierte en su principal marchante hasta el inicio de los años setenta.
Entre 1967 y 1972 el crítico Germano Celant lo invita a participar en las exposiciones sobre Arte Povera, que producen la asociación de su nombre con esta tendencia. De hecho, la posición de Paolini se diferencia claramente del clima vitalista y de la “fenomenología existencial” que caracteriza las proposiciones de los artistas apoyados por Celant. Paolini declara repetidamente su íntima pertenencia a la historia del arte y se identifica de forma programática con el yo colectivo de los artistas que lo han precedido. A este intento, ajeno al panorama militante de finales de los años sesenta, se atribuyen algunas de sus obras más conocidas: Giovane che guarda Lorenzo Lotto [Joven que mira a Lorenzo Lotto] (1967), los “autorretratos” de Poussin y de Rousseau (1968) y los cuadros en los cuales reproduce detalles de pinturas antiguas (L'ultimo quadro di Diego Velázquez [El último cuadro de Diego Velázquez], 1968; Lo studio [El estudio], 1968). Entre las principales referencias paolinianas de estos años figuran Jorge Luis Borges, al cual rinde varios homenajes, y Giorgio De Chirico, del que toma la frase constitutiva del trabajo Et.quid.amabo.nisi.quod.ænigma est (1969).
Los años setenta coinciden con los primeros reconocimientos oficiales: desde las exposiciones en el extranjero que lo inscriben en la red de las galerías de vanguardia internacionales, hasta las primeras exposiciones en los museos. En 1970 participa en la Bienal de Venecia con la obra Elegia (1969), en la que utiliza por primera vez un vaciado en yeso de un sujeto antiguo: se trata de un vaciado del ojo del David de Michelangelo con un fragmento de espejo aplicado en la pupila. Entre las temáticas más importantes en esta década figura la mirada retrospectiva sobre el propio trabajo: de la cita literal de cuadros ilustres llega a la autocita, proponiendo una historización en perspectiva de sus obras. Trabajos como La visione è simmetrica? [¿La visión es simétrica?] (1972) o Teoria delle apparenze [Teoría de las apariencias] (1972) aluden a la idea del cuadro como contenedor potencial de todas las obras pasadas y futuras. En la misma línea de intentos se coloca también el motivo de la perspectiva (La Doublure, 1972-73): la perspectiva dibuja un espacio ilusorio, que crea una distancia fundamental respecto a la obra. Otro tema investigado con particular interés en este periodo es aquello del doble y de la copia, que se expresa sobre todo en el grupo de trabajos titulados Mimesi (1975-76), constituidos por dos vaciados de yeso de una estatua antigua colocados uno enfrente de otro, cuestionando el concepto mismo de reproducción y representación.
Los años ochenta constituyen el periodo más denso de exposiciones y retrospectivas, acompañadas por importantes publicaciones monográficas. En la primera mitad de la década empieza a afirmarse una dimensión explícitamente teatral, marcada por trabajos y escenografías articuladas en el espacio y caracterizadas por la fragmentación y dispersión (La caduta di Icaro [La caída de Ícaro], 1982; Melanconia ermetica [Melancolía hermética], 1983), así como por la introducción de figuras teatrales, tales como los valets de chambre dieciochescos y otros alter ego del autor, indumentos y objetos (Place des Martyrs, 1983; Trionfo della rappresentazione [Triunfo de la representación], 1984; Les instruments de la passion, 1986). La poética paoliniana se enriquece notablemente de atributos literarios y referencias mitológicas; el repertorio iconográfico se extiende hasta incluir imágenes cósmicas. En los últimos años ochenta la reflexión paoliniana versa principalmente sobre el acto mismo de exponer. A partir de la personal en el Musée des Beaux-Arts de Nantes en 1987 el concepto de exposición se configura progresivamente como “obra de las obras”: la organización privilegia una visión asociativa y dialógica de los trabajos expuestos.
En el curso de los años noventa la profundización de la idea de exposición se declina en otras y nuevas modalidades: la organización, cada vez más compleja, observa a menudo una tipología aditiva (serialización, yuxtaposición), o bien centrífuga (dispersión o diseminación a partir de un núcleo central) o centrípeta (concentración y superposición implosiva). El lugar de la exposición se convierte en el escenario por excelencia del “teatro dell'opera [teatro de la obra]”, es decir de la obra en su hacerse y deshacerse: el lugar que define la eventualidad misma de su acontecer (Esposizione universale [Exposición universal], 1992; Teatro dell'opera [Teatro de la obra], 1993; Essere o non essere [Ser o no ser], 1995). El cumplimiento de la obra es, sin embargo, constantemente diferido, dejando al espectador en una espera perenne: la misma que el artista experimenta siempre desde el principio en su mesa de trabajo, a la espera que la obra se manifieste.
En los años dos mil adquiere particular relieve – tanto en las obras como en los escritos – otro tema de particular importancia para Paolini: la identidad del autor, su condición de espectador, su falta de contacto con la obra, que siempre lo precede y lo supera.
La poética y la práctica artística de Paolini se definen, en su conjunto, como una meditación autorreflexiva sobre la dimensión del arte, sobre su “clasicidad” sin tiempo y sobre su perspectiva sin punto de fuga. A través de la fotografía, el collage, el vaciado en yeso y el dibujo el intento es siempre la investigación, con gran rigor conceptual, de la naturaleza tautológica y al mismo tiempo “metafísica” de la práctica artística.

## Actividad expositiva
Desde la primera exposición personal en 1964 en Roma, Paolini ha expuesto en galerías y museos de todo el mundo. 
La colaboración con las galerías de vanguardia italianas de los años sesenta y setenta (La Salita, Roma; Galleria Notizie, Turín; Galleria dell'Ariete, Milán; Galleria del Leone, Venecia; La Tartaruga, Roma; L'Attico, Roma; Studio Marconi, Milán; Modern Art Agency, Nápoles) es integrada rápidamente por la presencia regular en importantes galerías extranjeras (desde 1971 Paul Maenz, Colonia; desde 1972 Sonnabend, Nueva York; desde 1973 Annemarie Verna, Zúrich; desde 1976 Yvon Lambert, París; desde 1977 Lisson Gallery, Londres).
Desde los años ochenta, Paolini es representado principalmente por las galerías Christian Stein, Milán; Massimo Minini, Brescia; Alfonso Artiaco, Nápoles; Yvon Lambert, París y Marian Goodman, Nueva York. 
Las grandes antológicas en los museos empiezan hacia finales de los años setenta (Istituto di Storia dell'Arte de la Universidad de Parma, Parma, 1976; Städtisches Museum, Mönchengladbach, 1977; Mannheimer Kunstverein, Mannheim, 1977; Museo Diego Aragona Pignatelli Cortes, Nápoles, 1978; Stedelijk Museum, Ámsterdam/The Museum of Modern Art, Oxford, 1980) para culminar en la segunda mitad de los años ochenta (Le Nouveau Musée, Villeurbanne, 1984, itinerante a Montreal, Vancouver y Charleroi; Staatsgalerie Stuttgart, Stoccarda, 1986; Castello di Rivoli, Rivoli, 1986; Galleria Nazionale d'Arte Moderna, Roma, 1988; Galleria Comunale d'Arte Moderna, Villa delle Rose, Bolonia, 1990). Entre las personales más recientes destacan aquellas de Graz (Neue Galerie im Landesmuseum Joanneum, 1998), Turín (Galleria Civica d'Arte Moderna e Contemporanea, 1999), Verona (Galleria d'Arte Moderna e Contemporanea Palazzo Forti, 2001), Milán (Fondazione Prada, 2003), Winterthur (Kunstmuseum, 2005) y Münster (Westfälisches Landesmuseum für Kunst und Kulturgeschichte, 2005).
Las exposiciones colectivas, innumerables a partir de la participación en el Premio Lissone en 1961, incluyen las exposiciones relacionadas con el Arte Povera (1967-1971, 1984-85, 1997, 2001-02), las principales reseñas internacionales de arte italiano y numerosas entre las exposiciones más significativas dedicadas a los desarrollos artísticos de la segunda mitad del siglo XX (a título indicativo: Vitalità del negativo, Roma 1970; Contemporanea, Roma 1973; Projekt '74, Colonia 1974; Europe in the Seventies, Chicago e itinerante en los Estados Unidos 1977-78; Westkunst, Colonia 1981; '60-'80: Attitudes/concepts/images, Ámsterdam 1982; An International Survey of Recent Painting and Sculpture, Nueva York 1984; The European Iceberg, Toronto 1985; Transformations in Sculpture, Nueva York 1985; Bilderstreit, Colonia 1989; 1965-1975: Reconsidering the Object of Art, Los Ángeles 1995; The Last Picture Show: Artists Using Photography, 1960-82, Mineápolis e itinerante 2003-05). Paolini ha participado varias veces en la Documenta de Kassel 1972, 1977, 1982, 1992) y en la Bienal de Venecia (1970, 1976, 1978, 1980, 1984, 1986, 1993, 1995, 1997).

## Colaboraciones teatrales
En el curso de su actividad Paolini ha realizado también diversas escenografías teatrales: a partir de las escenas y el vestuario para el Bruto II de Vittorio Alfieri dirigido por Gualtiero Rizzi en 1969, hasta las colaboraciones con Carlo Quartucci y la Zattera di Babele en los años ochenta. Entre los proyectos más recientes destacan las escenas ideadas para las Valchirie (2005) y el Parsifal (2007) de Richard Wagner en el Teatro San Carlos en Nápoles dirigidas por Federico Tiezzi.

## Giulio Paolini en los museos
- Centro per l'arte contemporanea Luigi Pecci de Prato
- Galleria nazionale d'arte moderna e contemporanea de Roma
- MAMbo - Museo d'arte moderna de Bolonia
- Museo d'arte contemporanea de Rivoli (Turín)
- Museo d'arte contemporanea Donnaregina (MADRE) de Nápoles
- Centro studi e archivio della comunicazione, Università di Parma